# Grã-Bretanha nos Jogos Olímpicos de Verão de 1936
O Reino Unido da Grã-Bretanha e Irlanda do Norte competiu nos Jogos Olímpicos de Verão de 1936 em Berlim, Alemanha. Ganharam 4 medalhas de ouro (mesma quantidade dos Jogos Anteriores em 1932) e ficaram em 10ª posição.